# Jaroslav Švarc
Pour les articles homonymes, voir Svarc.
Jaroslav Švarc (né le 11 mai 1914 à Velký Újezd, Autriche-Hongrie, et mort le 18 juin 1942 à Prague, Protectorat de Bohême-Moravie)  était un soldat de l'armée tchécoslovaque et un membre du commando parachutiste TIN qui avait pour tâche de mener à bien une tentative d'assassinat sur Emanuel Moravec, le ministre de l'éducation et des lumières nationales du Protectorat de Bohême-Moravie  et collaborateur des nazis allemands.

## Biographie
Dans le cadre d'une mission qui avait pour but de tuer Emanuel Moravec, il fut parachuté dans la nuit du 29 avril 1942 à Věšín avec Ludvík Cupal et trois autres parachutistes tchécoslovaques (Václav Kindl, Bohuslav Grabovský, Vojtěch Lukaštík), mais il se blessa à l'atterrissage, tout comme Cupal. Si ce dernier finit par se cacher à Velehrad, Jaroslav Švarc rejoignit les membres de l'opération Anthropoid (qui avait eu pour mission d'assassiner Reinhard Heydrich) pour se cacher dans la cathédrale Saints-Cyrille-et-Méthode de Prague. Les SS assiègent Jozef Gabčík, Jan Kubiš, Josef Valčík, Adolf Opálka, Jan Hruby,  Josef Bublik et Jaroslav  Švarc. Mais en dépit de l'action résolue de plus de 700 soldats, ceux-ci ne purent prendre les parachutistes vivants. Trois des résistants, dont Jan Kubiš — celui qui avait lancé la grenade anti-char vers Heydrich — furent tués dans l'église après une bataille rangée de deux heures. Les quatre autres, dont Jaroslav Švarc et Jozef Gabčík, se suicidèrent dans la crypte après avoir repoussé les assauts des SS, qui tentaient de les enfumer et de les noyer. Les SS et la police subirent également des pertes : 14 tués et 21 blessés,

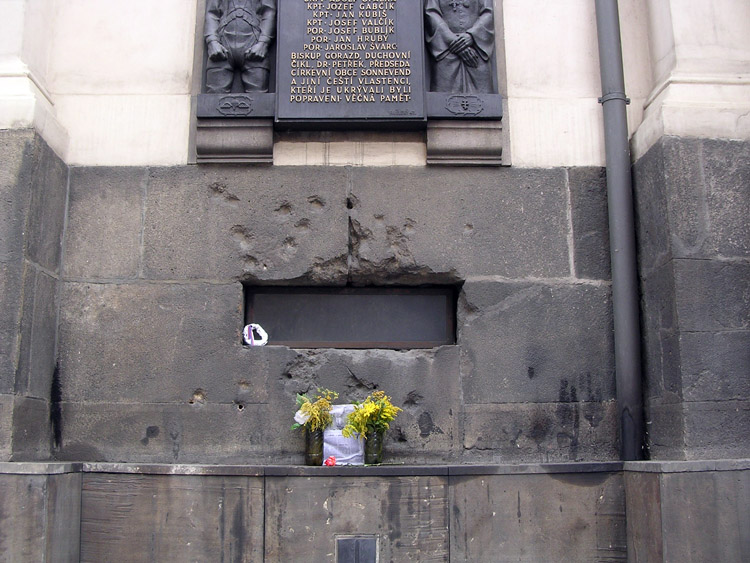
Plaque commémorative en l'honneur des membres de l'opération Anthropoid et de Jaroslav Švarc au-dessus des impacts de balle qui les avaient visés
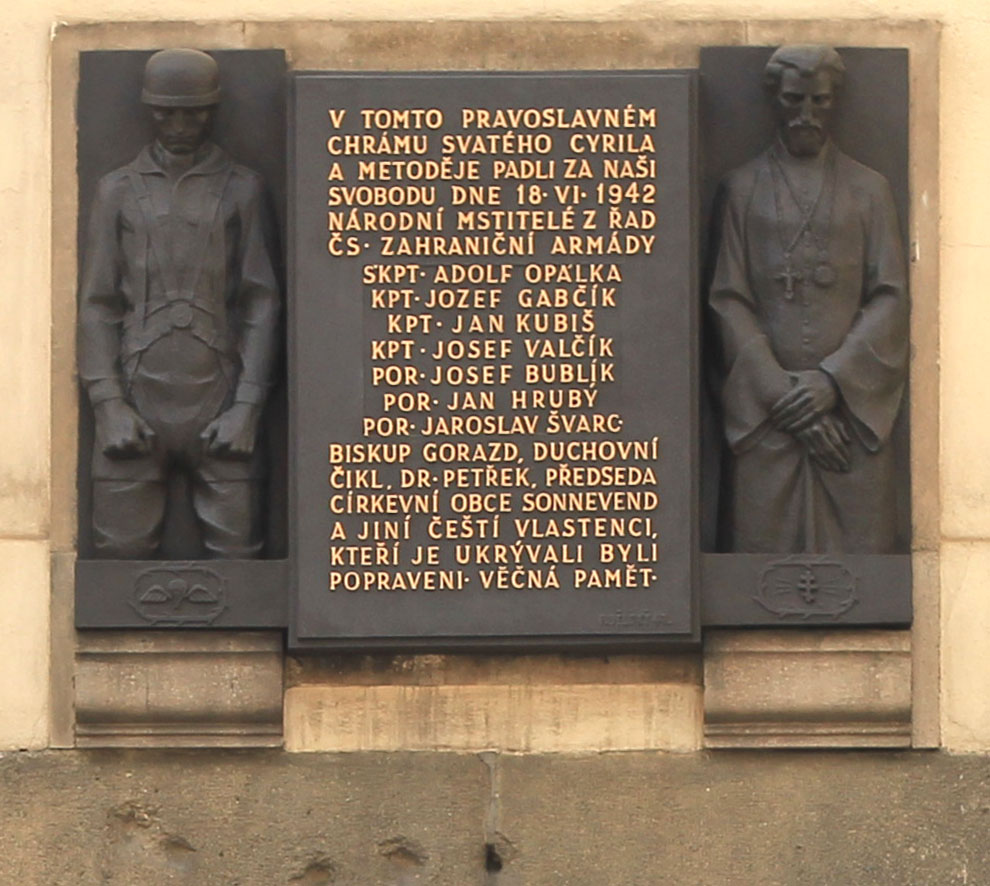
La plaque commémorative